# Transsibirska pruga
Transsibirska željeznička pruga, skraćeno Transsib, transibírka (rus.: Транссибирская железнодорожная магистраль, skr. Трансси́б) mreža je željezničkih pruga kroz Euroazijski kontinent, spaja europski dio Ruske Federacije, glavna industrijska područja i prijestolnicu sa središnjim (Sibir) i istočnim krajevima (Daleki Istok), Mongolijom, Kinom i Japanskim morem. Duljina glavnog pravca od Moskve do Vladivostoka iznosi 9288,2 km, prolazi kroz osam vremenskih zona i najdulja je željeznička pruga na svijetu. Od 2002. godine u potpunosti je elektrificirana.
Glavnim pravcem se drži Transsibirska linija,  koja prolazi od Moskve do Vladivostoka kroz Nižnji Novgorod, Omsk, Krasnojarsk i Irkutsk. Oko 30 % cijelog ruskog izvoza prolazi ovim putem. 
Drugi pravac je Transmandžurska linija, koja se podudara s Transsibirskom sve do mjesta Tarskaya, oko 1000 km istočno od Bajkalskog jezera. Odavde pruga dalje nastavlja jugoistočno prema Kini i završava u Pekingu.  
Treći pravac je Transmongolska linija koja se podudara s Transsibirskom do grada Ulan Ude na istočnoj obali Bajkalskog jezera. Od Ulan Ude, pruga nastavlja dalje prema glavnom mongolskom gradu Ulan Batoru, a svoj put završava kao i Transmandžurska linija u Pekingu. 
Prvotna Transsibirska pruga je zapravo samo istočni dio magistrale, od Čeljabinska (Južni Ural) do Vladivostoka. Ta je dionica duga oko 7000 km i upravo je taj dio prvi izgrađen u razdoblju od 1891. do 1916.
Službena izgradnja je započela 31. svibnja 1891. nedaleko Vladivostoka. Toj prigodi je prisustvovao i mladi carević Nikolaj Aleksandrovič, budući car Nikolaj II. Zapravo je izgradnja započela i ranije, početkom ožujka 1891. kada je započela izgradnja dionice između Miassa i Čeljabinska.
Pruga je u cijelosti bila spojena već 3. studenog 1901. kada su se radnici sa zapadne strane susreli s radnicima s istoka, no službeno prometovanje vlakova na cijeloj dionici u to vrijeme još nije postojalo. Vlakovi će punom dionicom od Sankt-Peterburga do tihooceanskih luka krenuti tek od srpnja 1903. Zanimljivost je da je u to vrijeme željeznica bila prekinuta kod Bajkalskog jezera, a vagoni su se ukrcavali na posebne trajekte i njima prevozili na drugu stranu.
Cjelovita pruga između Sankt-Peterburga i Vladivostoka bez prekida puštena je 1904., a već sljedeće 1905., Transsibirska je pruga spojena s europskim prugama i samim time prvi puta u povijesti bilo je moguće željeznicom putovati od obala Atlantika do Tihog oceana. Troškovi izgradnje u razdoblju od 1891. do 1913. iznosili su 1 455 413 tisuća rubalja.

## Zanimljivosti
- Rudolf Nurejev je rođen u vlaku na ovoj pruzi, pokraj Irkutska

## Vanjske poveznice
- Transsibirska pruga: Web Enciklopedija (eng)  Arhivirana inačica izvorne stranice od 24. siječnja 2007. (Wayback Machine)
- Vodič kroz Transsibirsku prugu  Arhivirana inačica izvorne stranice od 11. veljače 2006. (Wayback Machine) by [neaktivna poveznica].
- Vozni red, pogledaj Raspored putovanja njemačkih željeznica  Arhivirana inačica izvorne stranice od 2. prosinca 2003. (Wayback Machine) (pokriva Europu, ali također i Transsibirsku željeznicu) i Vozni red s udaljenostima (pdf)  Arhivirana inačica izvorne stranice od 26. svibnja 2006. (Wayback Machine); imati na umu da se moskovsko vrijeme primjenjuje za putovanja širom Rusije.
- Stranica o Željeznicama ZND-a i Baltika. Inačica izvorne stranice arhivirana 4. prosinca 2012. Pristupljeno 13. travnja 2006.
- Vodič kroz Veliku Transsibirsku željeznicu (1900)

Putopisi:
- Australska novinarka, dopisnica iz Moskve piše blog o svojem putovanju Transsibirskom željeznicom.  Arhivirana inačica izvorne stranice od 3. travnja 2007. (Wayback Machine)